# مارسيلو مونتاناري
مارسيلو مونتاناري (بالإيطالية: Marcello Montanari)‏ هو لاعب كرة قدم ومدرب كرة قدم إيطالي في مركز الدفاع، ولد في 25 سبتمبر 1965 في بورتوفيرايو في إيطاليا. لعب مع إنتر ميلان ونادي باري ونادي ريجيانا 1919 ونادي فينيزيا ونادي لوكيزي ونادي ليفورنو.